# 19 brumaire
19 vendémiaire 19 frimaire
Le nonidi 19 brumaire, officiellement dénommé jour de la grenade, est le 49e jour de l'année du calendrier républicain. Il reste 316 jours avant la fin de l'année, 317 en cas d'année sextile.
C'était généralement le 9e ou le 10e jour du mois de novembre dans le calendrier grégorien.

## Événements
- An III : 9 novembre 1794
  - La loi sur l'accaparement est amendée. La confiscation des denrées remplace la peine de mort. La fixation du maximum des prix passe de la Conventions aux autorités de district.
- An IV : 10 novembre 1795
  - Combat de Kreutznach
- An VIII : 10 novembre 1799
  - Deuxième journée du coup d'État du 18 brumaire.
  - À Saint-Cloud, Bonaparte se présente aux Anciens, puis aux Cinq-Cents. Il est hué, menacé. Le Président des Cinq-Cents, son frère Lucien Bonaparte, prend prétexte de ces menaces pour demander l'intervention de la troupe, qui dégage la salle des séances. Le législatif est vacant, ce qui n'était pas le but des conjurés qui souhaitaient une investiture légale par le Corps législatif. Dans la nuit, on parvient à réunir quelques députés des deux chambres, qui votent la suppression du Directoire et excluent 62 députés. Ils décident la formation d'une commission législative (Sieyès, Roger Ducos, Bonaparte) et désignent un comité pour réviser la Constitution.
- An X : 10 novembre 1801
  - Wellesley impose le protectorat britannique à l’Oudh[1]. Après une expédition militaire, les Britanniques commencent par assumer la défense d’un État. Ils laissent au départ l’administration civile au souverain, mais les sommes exigées sont si exorbitantes qu’il ne peut y faire face. Alors les Britanniques détrônent le souverain et annexent le pays.

## Naissances
- An III : 9 novembre 1794
  - Marie Aycard, romancier et auteur dramatique français († 6 juin 1859)

## Décès
- An II : 9 novembre 1793
  - Augustin Joseph Isambert, général de brigade français (° 22 mars 1733)
  - Pierre Dupont de Bigorre, homme politique français (° 22 décembre 1740)
- An III : 9 novembre 1794
  - Corentin Le Floc'h, homme politique français (° 31 janvier 1754)